# Bonon (département)
Le département de Bonon est un département de Côte d'Ivoire situé dans la région de la Marahoué et appartenant au district de Sassandra-Marahoué. Il porte de son nom du chef lieu qui est la ville de Bonon.
La population recensée en 2021 était de 167 397 habitants. Le département est divisé en deux sous-préfectures, dont celle de Bonon et de Zaguiéta.

## Histoire
Le département de Bonon est créé en 2020 par décret. A sa création, il est divisé en deux sous-préfectures. En 2021, le recensement général de la population est estimé a 167 397.